# Leandro Peñalver
Pour les articles homonymes, voir Penalver.
Leandro Peñalver (né le 23 mai 1961 à Matanzas) est un athlète cubain, spécialiste du sprint.

## Biographie
Il détient un record de 10 s 06 (+ 2,0 m/s) au 100 m, réalisé à Caracas en 1983 lors des Jeux panaméricains (médaille d'or). Médaille de bronze et record national cubain sur relais 4 × 400 m aux Championnats du monde à Rome (Leandro Peñalver, Agustin Pavo, Lazaro Martínez, Roberto Hernández, 2 min 59 s 16).
Il participe également à l'épreuve individuelle du 100 m lors des 1ers et des 2es Championnats du monde d'athlétisme (demi-finaliste en 1983).

### Palmarès
| Date | Compétition                                      | Lieu                       | Résultat | Épreuve   | Performance   |
| ---- | ------------------------------------------------ | -------------------------- | -------- | --------- | ------------- |
| 1982 | Jeux d'Amérique centrale et des Caraïbes         | La Havane                  | 1er      | 100 m     | 10 s 16       |
| 1982 | Jeux d'Amérique centrale et des Caraïbes         | La Havane                  | 1er      | 200 m     | 20 s 42       |
| 1983 | Jeux panaméricains                               | Caracas                    | 1er      | 100 m     | 10 s 06       |
| 1983 | Jeux panaméricains                               | Caracas                    | 2e       | 200 m     | 20 s 53       |
| 1983 | Jeux panaméricains                               | Caracas                    | 2e       | 4 × 100 m | 38 s 55       |
| 1985 | Championnats d'Amérique centrale et des Caraïbes | Nassau                     | 1er      | 200 m     | 20 s 56       |
| 1985 | Universiade                                      | Kōbe                       | 1er      | 200 m     | 20 s 57       |
| 1985 | Universiade                                      | Kōbe                       | 1er      | 4 × 100 m | 38 s 76       |
| 1985 | Universiade                                      | Kōbe                       | 1er      | 4 × 400 m | 3 min 02 s 20 |
| 1985 | Coupe du monde des nations                       | Canberra                   | 2e       | 4 × 100 m | 38 s 31       |
| 1985 | Coupe du monde des nations                       | Canberra                   | 6e       | 4 × 400 m | 3 min 03 s 52 |
| 1986 | Jeux d'Amérique centrale et des Caraïbes         | Santiago de los Caballeros | 1er      | 200 m     | 20 s 70       |
| 1986 | Jeux d'Amérique centrale et des Caraïbes         | Santiago de los Caballeros | 1er      | 4 × 100 m | 38 s 74       |
| 1986 | Jeux d'Amérique centrale et des Caraïbes         | Santiago de los Caballeros | 1er      | 4 × 400 m | 3 min 02 s 41 |
| 1987 | Jeux panaméricains                               | Indianapolis               | 4e       | 100 m     | 10 s 53       |
| 1987 | Jeux panaméricains                               | Indianapolis               | 4e       | 200 m     | 20 s 73       |
| 1987 | Jeux panaméricains                               | Indianapolis               | 2e       | 4 × 100 m | 38 s 86       |
| 1987 | Jeux panaméricains                               | Indianapolis               | 2e       | 4 × 400 m | 2 min 59 s 72 |
| 1987 | Championnats du monde                            | Rome                       | 3e       | 4 × 400 m | 2 min 59 s 16 |
| 1990 | Goodwill Games                                   | Seattle                    | 2e       | 4 × 100 m | 38 s 49       |
| 1991 | Jeux panaméricains                               | La Havane                  | 1er      | 4 × 100 m | 39 s 08       |

### Records
| Épreuve    | Performance | Lieu      | Date         |
| ---------- | ----------- | --------- | ------------ |
| 100 mètres | 10 s 06     | Caracas   | 23 août 1983 |
| 200 mètres | 20 s 42     | La Havane | 11 août 1982 |